# فرانک کارلسون
فرانک کارلسون (به انگلیسی: Frank Carlson) سناتور سابق عضو حزب جمهوری‌خواه ایالات متحده آمریکا بود. وی در سال ۱۹۵۰ تا ۱۹۶۹ میلادی سناتور ایالت کانزاس در سنای ایالات متحده آمریکا بود.